# لوئیز امیل دوهوسه
لوئیز امیل دوهوسه (Louis-Emile Duhousset) (1823 – 1911) افسر پیاده‌نظام فرانسوی، اسب شناس، قوم‌شناس، نقشه‌کش و مجسمه‌ساز. او عضو وابسته انجمن مردم‌شناسی، عضو کامل انجمن قوم نگاری شرقی و آمریکایی، عضو متناظر آکادمی دیژون بود.
دو هوسه نظامی کارکشته‌ای است و سال‌ها در خط مقدم جنگ‌های فرانسه و پروس به ارتش ناپلئون سوم خدمت می‌کند. و به مقام سرهنگی می‌رسد، اما از بخت بد در آخر خدمت مغضوب ناپلئون سوم می‌شود و تنزل مقام پیدا می‌کند.
او سه سال در ایران اقامت داشت. دوهوس، علاوه بر وظایف نظامی، مسئولیت ویژه بخش قوم نگاری را نیز بر عهده داشت، اما به درخواست آقای رگنو، مدیر وقت، مطالعه اسب و شتر و حتی سرامیک ایرانی را به آن اضافه کرد.
در سال ۱۸۶۲ او را به «نظارت بر انتشار مطالعات مردم‌شناسی خود در مورد ایران» منصوب کردند. نقشه‌ها و اندازه‌گیری‌های انسان‌شناسی او در موزه تاریخ طبیعی نگهداری می‌شود، اما روشن نیست چه اتفاقی برای نقاشی‌هایی که او از حیوانات کشیده بود افتاد. آثار او به قوم‌شناسی، مردم‌شناسی و در نهایت بازنمایی هنری اسب می‌پردازد. کتابی از او شامل بخشی از نقاشی‌های که در ایران کشیده‌است، با عنوان «سفری به ایران: مجموعه‌ای از نقاشی‌های لویی امیل دو هوسه از مناظر و مردم ایران ۱۲۳۸–۱۲۳۵» از مجموعه منوچهر فرمانفرمائیان، توسط انتشارات بنیاد فرهنگ ایران در سال ۱۳۴۸ منتشر شده‌است.
امیل دو هوسه در دیدار با ناصرالدین شاه از او می‌خواهد تا اجازه دهد تا تصویرش را بکشد، اما از پاسخ شاه غافلگیر می‌شود. شاه می‌گوید: «تو از من نقاشی بکش، من هم از تو می‌کشم و یک نفر سومی هم از هر دوی ما نقاشی بکشد.» همین‌طور هم می‌شود. پس از اتمام کار، نقاشی‌ها دست به‌دست می‌شوند. دو هوسه می‌بیند که شاه به خط فرانسوی خوشی نام دو هوسه را هم زیر نقاشی نوشته‌است. برای دو هوسهٔ هنرمند چنین فرصتی مغتنم بوده‌است. این هنرمند و نظامی فرانسوی حدود هزار روز در ایران زندگی می‌کند و بیشتر شهرهای ایران را می‌گردد. چند هزار طرح از آدم‌ها و مناظر ایران می‌کشد که متأسفانه از مجموع آنها فقط حدود دویست اثر به جا می‌ماند و از سرنوشت باقی نقاشی‌ها اطلاعاتی در دست نیست.
در مقدمه این کتاب آمده‌است: «... دیگر نومیدی او از اینکه بتواند جهرهٔ زنان این کشور را ترسیم نماید آن است که می‌گوید زنان دراین قبیل مواقع بیش از حد آرایش می‌نمایند و اغلب نمی‌توان در اثر مصرف زیادی لوازم آرایش رنگ حقیقی چهرهٔ آن‌ها را تشخیص داد …» (۵ و ۶).

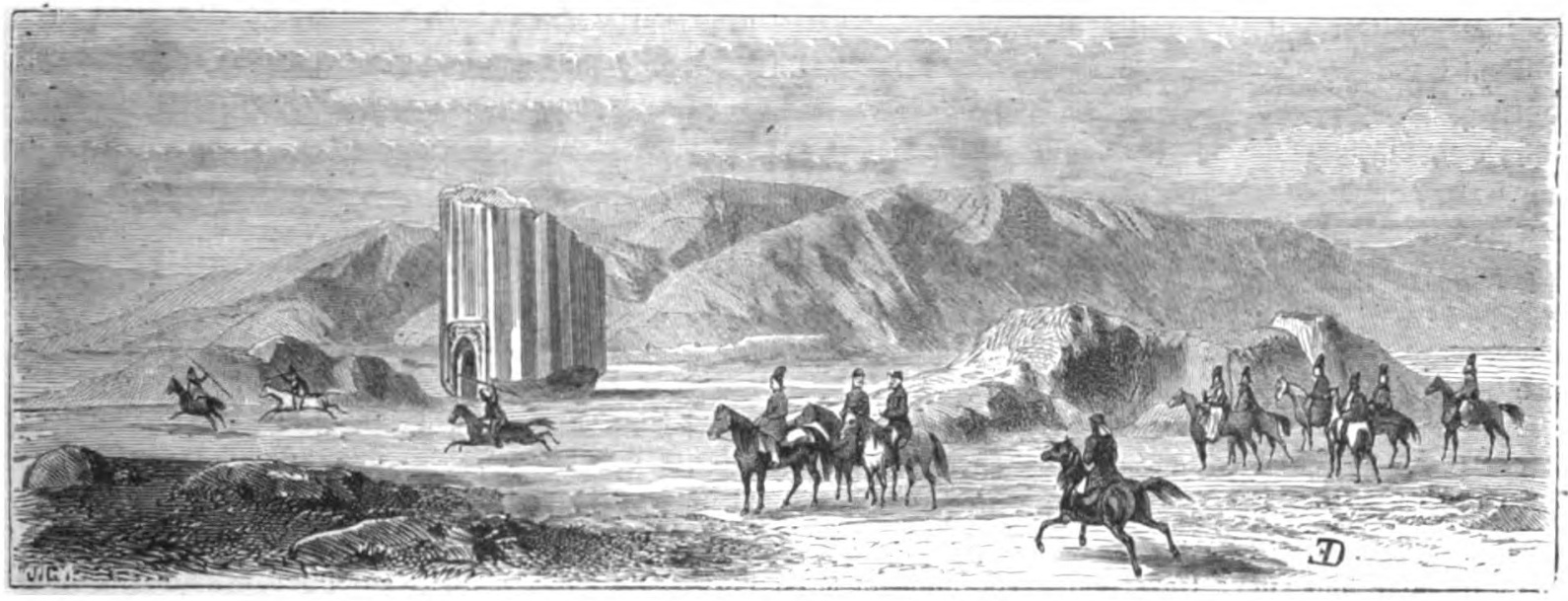
طرح لوئیز امیل دوهوسه از برج طغرل ری